# Pip Chodorov
Pip Chodorov, né le 13 avril 1965 à New York, est un réalisateur et éditeur de DVD américain, spécialiste du cinéma expérimental. Il vit et travaille en France depuis 1988.

## Biographie
Pip Chodorov est le fils de Stephan Chodorov, écrivain et réalisateur de télévision qui a pu concevoir et produire, dès les années 1960, des émissions sur le cinéma expérimental, et de Rachel Chodorov, artiste plasticienne. Le cinéaste a pu réaliser, en 2010, grâce aux archives de son père, le documentaire  Free Radicals, une histoire du cinéma expérimental . Après avoir travaillé pour les chaînes NBC et CBS, Stephan Chodorov réalise, à partir de 1964, un magazine hebdomadaire sur l’art et la culture  pour Camera Three (en). Il pouvait inviter, au choix, un écrivain, un musicien ou un cinéaste. Ainsi, en 1973, il interviewe Hans Richter  Cette émission, Give chance à chance, a été éditée plus tard par Re:Voir Vidéo. Quand CBS décide d'arrêter l'émission en 1979, John Musili et Stephan Chodorov créent leur boîte de production, Creative Arts Television, afin de proposer l'émission à d'autres chaînes.
Pip Chodorov s’établit en France en août 1988  pour suivre des cours au Centre Parisien d'Etudes Critiques, un organisme américain affilié avec la CIEE et Paris III. Les professeurs venaient de Paris III : Raymond Bellour, Marc Vernet, Philippe Dubois, Roger Odin, Michel Marie, Michèle Lagny, Jacques Aumont et Michel Chion. Le jeune homme est resté à l'Université Sorbonne Nouvelle - Paris 3 pour quelques années pour suivre le séminaire de Christian Metz. Il est, alors, engagé en tant que salarié par la coopérative de diffusion de cinéma expérimental Light Cone et se familiarise avec le milieu du cinéma expérimental français.

## Cinéaste
Dès son enfance, Pip Chodorov se familiarise avec le côté pratique du cinéma car ses parents lui ont offert une caméra Super 8, Il réalise, dès 1989, une série de films expérimentaux impressionnistes à la manière de Jonas Mekas. En 2002, il conçoit  Charlemagne 2 : Piltzer, un  film expérimental abstrait très maîtrisé : « À partir d’un matériau visuel de cinq minutes tourné en Super 8, à neuf images par seconde, et d’un enregistrement audio de vingt-deux minutes captés lors d’un concert de Charlemagne Palestine  en 1998, à Paris, Pip Chodorov, cinéaste prolifique, donne, avec Charlemagne 2 : Piltzer (2002), une contribution majeure à l'expérimental contemporain. Il construit une partition visuelle en traduisant, synthétiquement, la musique note par note et en étirant les plans. Il rend, d’une part, un hommage, in situ, à ce musicien adepte de la répétitivité et repense, par ailleurs, l'abstraction en tant que travail formel structurant.» Jennifer Verraes consacre un long article sur le film dans la revue Trafic.
Par ailleurs, Chodorov tourne de nombreux documentaires sur des cinéastes expérimentaux,  pour le magazine Court-circuit d’ Arte entre 2001 et 2004.
Connaissant bien le terrain du cinéma underground, expérimental ou de recherche, de par ses racines familiales et ses rencontres, il  réalise, en 2010, un film-somme Free Radicals, une histoire du cinéma expérimental. Tout en racontant l’histoire du cinéma expérimental, via de nombreux interviews de cinéastes, Chodorov fait de fréquents retours sur sa propre biographie. Enfant, il voyait des films de famille. Un jour, un chien a fait ses besoins sur un rouleau de film et a détérioré la pellicule. L’enfant a trouvé cela « chouette ». Un itinéraire à la fois humoristique et didactique s'esquisse entre les premiers films « abîmés » que voit l’enfant jusqu’aux travaux des grands maîtres, en passant par ceux que Pip réalise de manière consciente dans les années 1980, et qui le font entrer dans le milieu.

## Éditeur et galeriste
Ayant déposé ses films en distribution à Light Cone, Chodorov se familiarise avec le milieu du cinéma expérimental français qu’il ignorait. Accomplissant de constants allers et retours entre Paris et New York, il obtient un poste de salarié qui lui permet de  bien connaître  le catalogue de l’association qui possédait alors 1 000 films en distribution. C’est au cours d’un de ses déplacements qu’il fit la connaissance de Jonas Mekas dont il connaissait les films uniquement mais pas l’homme : il devait lui remettre les recettes générées par la location de ses films par Light Cone. Une solide amitié va naître entre eux, Chodorov éditant par la suite ses films les plus importants et concevant pour l’éditeur Paris Expérimental,  un catalogue raisonné de l’œuvre de Mekas.
Deux événements, entre autres, poussent Chodorov à  vouloir éditer et distribuer des films sur support vidéo. La volonté de certains cinéastes au sein de Light Cone d’adjoindre un département de diffusion par VHS, et suivre l’exemple de grosses compagnies : « Je travaillais à UGC Vidéo,  et je les ai pris comme modèle pour faire ma propre édition, utilisant le même réseau et les mêmes partenaires professionnels. Le but était de faire connaître les auteurs que j‘aimais (Maya Deren, Hans Richter, Jonas Mekas) mais la Fnac ne comprenait pas ces choix. Une fois que j’avais les cassettes prêtes, la FNAC les a prises. ».
La SARL fondée en 1994 s’appelle tout naturellement Light Cone Vidéo. Le cofondateur de la coopérative, Yann Beauvais, trouve que cette « succursale » consomme trop de temps et d’énergie au détriment de la distribution de films en salles. En 1998, Chodorov, en accord avec les responsables de Light Cone, change le nom de la société en Re:Voir Vidéo et quitte ses fonctions de l’association afin de concentrer sur l’édition. Chodorov édite trois vidéocassettes par an en moyenne, dont deux historiques et une plus contemporaine. Il débute avec Expérimental Films de Maya Deren, Early Works de Hans Richter, et L'Ange, de Patrick Bokanowski, puis Le Film est déjà commencé ?, de Maurice Lemaître, Hand Painted Films de Stan Brakhage, et Passion de Jürgen Reble, un jeune cinéaste allemand. Dès que Chodorov rencontre Mekas, il a envie d’éditer son œuvre majeure Walden (en). La première édition a lieu en 1997 avec un gros coffret-livre conçu avec la collaboration de Christian Lebrat, le fondateur de Paris Expérimental, éditeur spécialisé dans les livres sur le cinéma expérimental depuis 1985. L’œuvre sera rééditée en 2009 et 2015.
Lorsque le DVD apparaît, Chodorov s’y oppose trouvant qu’il abîme les films expérimentaux en faisant sauter des images. Il s’en explique dans le numéro 677 des Cahiers du Cinéma, dans l’article intitulé La compression numérique nuit gravement à votre goût du cinéma. À la question « Sur vos premiers DVD, une étiquette indique, comme sur les paquets de cigarettes : La  compression numérique nuit gravement à votre goût du cinéma », il répond : « En tant qu’éditeur vidéo, c’est très difficile d’accepter le fait que le progrès technologique constitue un pas en arrière au niveau de la qualité…Avec le DVD, le problème c’est qu’on voit plus les défauts qu’on ne voit les films. L’image est très pixélisée, avec des macros-blocs (des carrés). Il faut dire que le cinéma expérimental se prête à ce genre de problème, parce que les cinéastes interrogent des supports ». Lire aussi sur ce sujet.
Re:Voir Vidéo édite son premier DVD en 2005 sur Dada avec le Centre Pompidou. Le catalogue est désormais très riche et intègre, entre autres, les films du Groupe Zanzibar, de Michael Snow, de Boris Lehman, de David Perlov, d’ Adolfo Arrieta,  de Iimura Takahiko, de Raphaël Bassan et Suzan Pitt. Souhaitant, au début, faire connaître les classiques de l’avant-garde des années 1920 et les grands du cinéma underground américain, Chodorov s’ouvre au cinéma international et aux contemporains.
En 2005, il fonde la Film Gallery afin que ses films soient présents à la FIAC en tant qu’œuvres d’art (l’art-vidéo y est, pourquoi pas le cinéma expérimental ?), comme il l’explique à Bref, le magazine du court métrage, interviewer pour célébrer les 20 ans de sa société : « À l’origine de la Film Gallery, il y a ma rencontre avec la directrice de la FIAC, à qui j’avais fait remarquer que durant ce prestigieux salon on voyait des tableaux, des photos, des vidéos mais pas de films. Je lui ai dit que ce serait judicieux de montrer des films de Michael Snow, de Jonas Mekas. Elle a acquiescé mais m’a précisé que je devais obligatoirement avoir une galerie pour cela. Donc j’ai créé la Film Gallery qui est une association qui organise des expositions et édite aussi des DVD. Re:Voir Vidéo et la Film Gallery se complètent. La Gallery s’occupe des objets uniques, des éditions limités. Elle fait des éditions qui répondent à la logique du marché de l’’art. ». Voir aussi sur le webzine Objectif cinéma,  l’entretien réalisé par Sébastien Ronceray lors de la fondation de la Film Gallery.

## Militant associatif
Dans les années 1990, les cinéastes expérimentaux avaient beaucoup de mal à faire développer leurs films comme ils le voulaient par des laboratoires cinématographiques professionnels comme les Laboratoires Éclair, vu la spécificité de leur travail sur les émulsions, le grattage de pellicule, le found footage. Dès les années 1960, des laboratoires indépendants naissent, notamment en Angleterre, avec du matériel récupéré auprès des laboratoires professionnels qui ferment (table de montages, visionneuses...), lieux où les cinéastes peuvent travailler eux-mêmes sur tous les procédés et processus de la chaîne de fabrication : filmage, développement, tirage.
Le mouvement commence en France en 1992, à Grenoble, sous l’égide de  Metamkine, et se poursuit dans diverses villes. En 1995, Pip Chodorov, Nicolas Rey et d’autres cinéastes fondent le laboratoire cinématographique « L’Abominable » à Asnières. Deux ans plus tard L'Etna est fondé à Paris. Pip Chodorov trace l’historique du mouvement. Il est évident que sans ces laboratoires des œuvres aussi complexes que celles de Frédérique Devaux, Nicolas Rey ou Charlemagne 2 : Piltzer de Chodorov n’auraient jamais pu être conçues.
Le but de ces laboratoires est de permettre aux cinéastes de continuer à travailler en argentique. Ils constituent, en ce sens, une forme de résistance au « tout numérique » qui s’est  emparé depuis quelques années du cinéma. La prochaine réunion des laboratoires européens aura lieu au mois de juillet 2016  à Nantes,.
Chodorov souhaite, dès 1995, créer un forum sur le cinéma expérimental sur Internet nouvellement apparu. Ne trouvant aucun partenaire, il crée FrameWorks en novembre 1995 qui comporte aujourd’hui 1 700 membres qui publient des informations sur le sujet (discussions, annonces de projections et de festivals » et, aussi, ».
Membre, en plus de L'Abominable, de  Light Cone  et du  Collectif Jeune Cinéma dont il devient le président en 2025, Chodorov conçoit, par ailleurs, de nombreuses programmations, liées ou non à ses activités d'adhérent de ces structures, écrit des textes et réalise des interview